# Parafia Matki Bożej Królowej Aniołów w Tychach
Parafia Matki Bożej Królowej Aniołów – rzymskokatolicka parafia znajdująca się w Tychach, w dzielnicy Wilkowyje. Parafia należy do dekanatu Tychy Stare w archidiecezji katowickiej.
Parafia istnieje od 12 lutego 1984 roku.